# Phyxioschema eripnastes
Espèce
Phyxioschema eripnastes est une espèce d'araignées mygalomorphes de la famille des Euagridae.

## Distribution
Cette espèce est endémique de la province de Phang Nga en Thaïlande,. Elle se rencontre à Phang Nga dans la grotte Tham Pha Phueng.

## Description
Le mâle holotype mesure 8,9 mm et la femelle paratype 14,4 mm.

## Publication originale
- Schwendinger, 2009 : A taxonomic revision of the genus Phyxioschema (Araneae, Dipluridae), I: species from Thailand. Zootaxa, no 2126, p. 1-40.